# フジミドリシジミ
フジミドリシジミ（富士緑小灰蝶 Sibataniozephyrus fujisanus）は、チョウ目シジミチョウ科に属するチョウの一つ。

## 概要
ゼフィルスと呼ばれる一群の1種。日本産ミドリシジミ13種のうちでは翅表が最も青に近い。翅裏は他の多くのミドリシジミ類と違い白色で濃淡の帯を持ち、尾状突起の付け根に赤斑を持つ（同様に翅裏が白くなるウラジロミドリシジミでは赤斑はほとんど目立たない）。
成虫の時期は他種と比べて遅く、6月ごろから発生し8月ごろまでいる。6月末から7月にかけてが最も多い。主要4島に分布するが生息地は分断されており、北海道では南部のみに生息する。食樹はブナ科のブナとイヌブナ。かなりの山地性である。